# Bass Lake (Indiana)
Pour les articles homonymes, voir Bass Lake.
Bass Lake est un census-designated place (CDP) dans le township California et le township North Bend dans le Comté de Starke en Indiana aux États-Unis.

## Démographie
Selon le recensement de la population de 2000, il y a 1 249 habitants, 534 ménages, et 365 familles résidantes dans le CDP. La densité de population est de 136,5 personnes par mille carré (52,7/km²).